# 佐賀県道303号岩屋川内嬉野線
佐賀県道303号岩屋川内嬉野線（さがけんどう303ごう いわやがわちうれしのせん）は、佐賀県嬉野市を通る一般県道である。

## 概要
嬉野市嬉野町大字岩屋川内丙から嬉野市嬉野町大字下宿甲に至る。
長崎県道・佐賀県道6号大村嬉野線との交点よりしばらく上りが続くが、頂上付近より大村湾が見渡せる。佐賀県内からの眺めとしては稀有なものである。
以前の県道の路線名は「嬉野温泉停車場」だが終点は西九州新幹線 嬉野温泉駅ではなく嬉野バスセンター前であったが、2025年（令和7年）4月1日、路線名が岩屋川内嬉野温泉停車場線（いわやがわちうれしのおんせんていしゃじょうせん）から岩屋川内嬉野線に変更された。
戦前に軍事国道特17号に指定されていた路線。戦後佐賀県により県内区間が県道に指定され成立した。なお長崎県道・佐賀県道6号大村嬉野線との交点から嬉野市街の指定区間は、かつて当路線と長崎県道・佐賀県道6号大村嬉野線で逆だったことを示す地図資料がある。

### 路線データ
- 起点：佐賀県嬉野市嬉野町大字岩屋川内丙（長崎県道・佐賀県道6号大村嬉野線交点）
- 終点：佐賀県嬉野市嬉野町大字下宿甲（築城交差点、国道34号交点、佐賀県道41号鹿島嬉野線終点）
- 総延長：9.4 km[1]

## 歴史
- 2017年（平成29年）3月1日 - 佐賀県告示第203号により佐賀県道289号皿屋三河内線交点から佐賀県道41号鹿島嬉野線交点間の区域を追加指定[5]。
- 2025年（令和7年）4月1日 - 佐賀県告示第73号により路線名が岩屋川内嬉野温泉停車場線（いわやがわちうれしのおんせんていしゃじょうせん）から岩屋川内嬉野線に変更され[2]、県道の区域が決定[1]。

## 路線状況

### 重複区間
- 佐賀県道289号皿屋三河内線（嬉野市嬉野町大字吉田 - 嬉野市嬉野町大字吉田丁）
- 佐賀県道41号鹿島嬉野線（嬉野市嬉野町大字吉田丁 - 嬉野市嬉野町大字下宿甲・築城交差点（終点））

### 道路施設

#### 橋梁
- 祇園橋（井手川内川、嬉野市、佐賀県道41号鹿島嬉野線重複区間内）
- 鋸橋（塩田川、嬉野市、佐賀県道41号鹿島嬉野線重複区間内）

## 地理

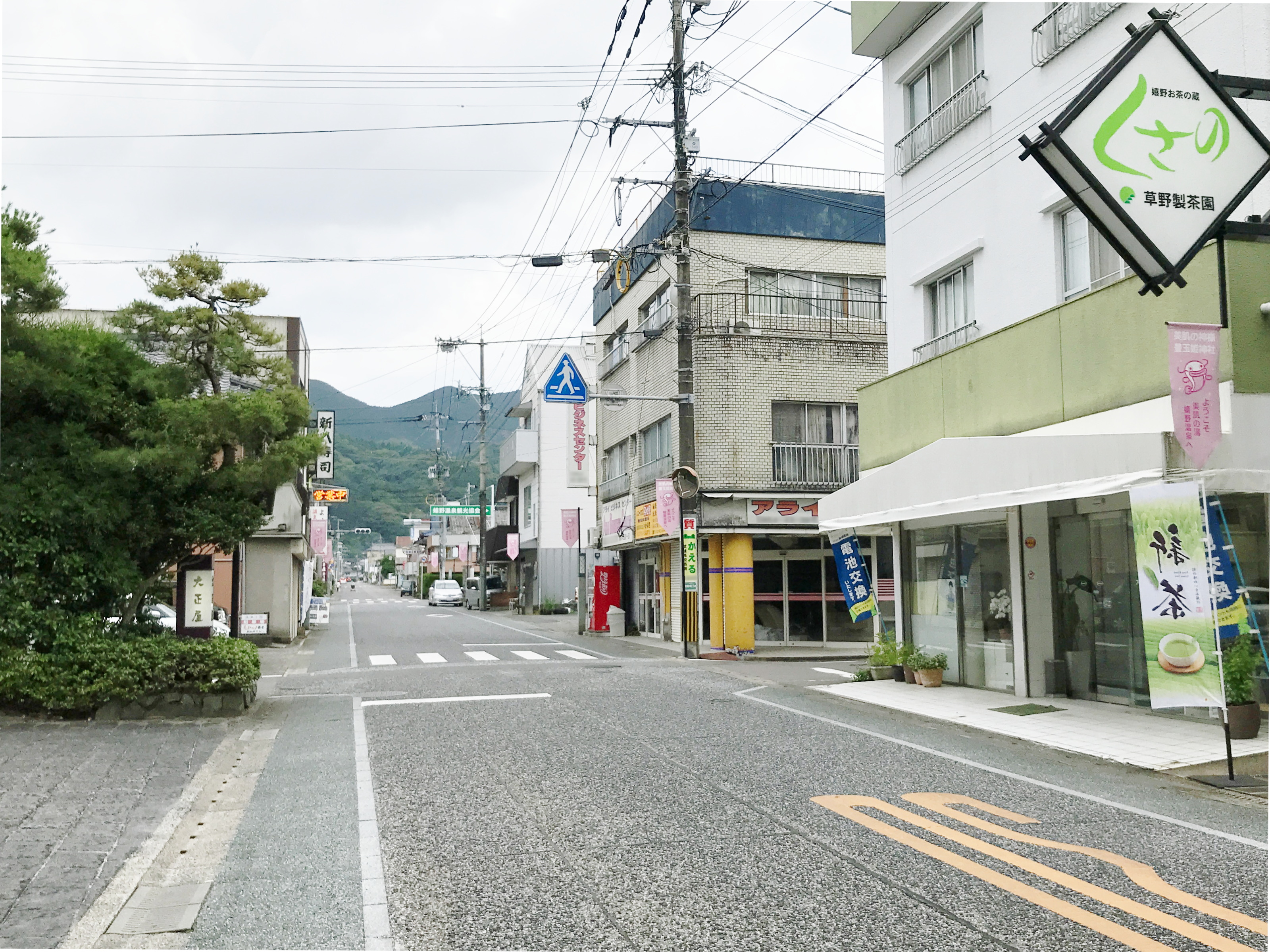
嬉野温泉本通り、温泉一区の嬉野バスセンター付近

### 通過する自治体
- 嬉野市

### 交差する道路
| 交差する道路                                 | 交差する場所         | 交差する場所      |
| -------------------------------------------- | -------------------- | ----------------- |
| 長崎県道・佐賀県道6号大村嬉野線              | 嬉野町大字岩屋川内丙 | 起点              |
| 佐賀県道289号皿屋三河内線 重複区間起点       | 嬉野町大字吉田       |                   |
| 佐賀県道289号皿屋三河内線 重複区間終点       | 嬉野町大字吉田丁     |                   |
| 佐賀県道41号鹿島嬉野線 重複区間起点          | 嬉野町大字吉田丁     |                   |
| 国道34号 佐賀県道41号鹿島嬉野線 重複区間終点 | 嬉野町大字下宿甲     | 築城交差点 / 終点 |

### 交差する鉄道
- 西九州新幹線

### 沿線
- 広川原湖畔の森キャンプ場（旧・広川原キャンプ場）[6]
- 中通公民館
- 嬉野市立吉田小学校
- 嬉野市立吉田中学校
- JR九州西九州新幹線 嬉野温泉駅
- 国立病院機構嬉野医療センター